# Mathi
Mathi é uma comuna italiana da região do Piemonte, província de Turim, com cerca de 3.960 habitantes. Estende-se por uma área de 7 km², tendo uma densidade populacional de 566 hab/km². Faz fronteira com Corio, Balangero, Grosso, Cafasse, Villanova Canavese.

## Demografia
| Variação demográfica do município entre 1861 e 2011                               |
|                                                                                   |
| Fonte: Istituto Nazionale di Statistica (ISTAT) - Elaboração gráfica da Wikipedia |